# Osiedle Piastów (Rzeszów)
Osiedle Piastów – osiedle nr V miasta Rzeszowa. Dnia 28 grudnia 2010 r. liczyło 4824 mieszkańców, a według stanu na dzień 10 maja 2019 r. osiedle zamieszkiwały 4412 osoby. Według stanu na 31 października 2019 r. osiedle liczyło 4325 mieszkańców,  natomiast dnia 18 lutego 2021 r. osiedle liczyło 4148 mieszkańców.
Osiedle Piastów jest najmniejszym pod względem powierzchni osiedlem Rzeszowa.